# Testudinella ahlstromi
Testudinella ahlstromi is een raderdiertjessoort uit de familie Testudinellidae. De wetenschappelijke naam van deze soort is voor het eerst geldig gepubliceerd in 1956 door Hauer.